# Pir Bakran
Pīr Bakrān (farsi پیربکران) è una città dello shahrestān di Falavarjan, circoscrizione Pir Bakran, nella Provincia di Esfahan. È anche conosciuta con il nome di Linjan.

## Monumenti
A Pīr Bakrān si trova il mausoleo di Muhammad Ibn Bakran uno sceicco sufi insegnante di teologia (morto nel 1303). È collocato di fronte all'antico cimitero della comunità ebraica di Esfahan, il cimitero Sarah bat Asher.